# Tarxien Rainbows Football Club
El Tarxien Rainbows FC es un equipo de fútbol de Malta que juega en la Premier League de Malta, la liga de fútbol más importante del país.

## Historia
Fue fundado en el año 1944 en la ciudad de Tarxien con el nombre Little Rainbows, hasta que en 1949 lo cambiaron por su nombre actual. Nunca han sido campeones de la Premier League de Malta, a la cual ascendieron por primera vez en la temporada 2008/09, temporada en la que quedaron en último lugar y retornaron a la Primera División de Malta.

## Estadio
Juega sus partidos de local en el Tony Cassar Sports Ground ubicado en la ciudad de Tarxien y que cuenta con un aforo de 1000 espectadores. Su gramilla es artificial.

## Entrenadores
- Noel Coleiro (2008 – 2011)
- Patrick Curmi (11 de octubre de 2011 – 16 de mayo de 2012)
- Danilo Dončić (31 de mayo de 2012 – 27 de agosto de 2012)[2][3]
- Clive Mizzi (28 de agosto de 2012 – 2014)[3]
- Jacques Scerri  (agosto de 2015 – noviembre de 2016)
- Brian Testaferrata (noviembre de 2016-junio de 2017)
- Jose Borg  (julio de 2017- julio de 2019)
- Marko Glumac (julio de 2019[4]- )